# Like Flies on Sherbert
Like Flies on Sherbert — дебютный сольный альбом поп-рок-музыканта Алекса Чилтона. Ранее в 1969 и 1970 годах он записал сборник песен, в конечном итоге названный 1970, но он не был выпущен вплоть до 1996 года. Выпущенный в 1979 году, Like Flies on Sherbert был записан в 1978 и 1979 годах в двух студиях Мемфиса, Phillips Recording и Ardent Studios. Сам Чилтон был ранее участником групп Box Tops и Big Star.
Изначально альбом был выпущен осенью 1979 года тиражом 500 копий на Peabody Records, лейбле, которым руководит певец и гитарист из Мемфиса Сид Селвидж. Британский лейбл Aura Records выпустил версию, немного отличавшуюся от оригинала. В 1990-е и 2000-е годы последовал ряд выпусков компакт-дисков, некоторые с добавленными бонус-треками. Переиздание компакт-диска Peabody 1998 года Селвиджа объединяет все треки из предыдущего издания Peabody и переиздания Aura и добавляет три трека: «Baby Doll», «She’s the One That Got It» и «Stranded on a Dateless Night».
Фотография, использованная для обложки альбома, была сделана известным американским фотографом Уильямом Эглстоном, который ранее отвечал за обложку для второго альбома Big Star Radio City.

## Запись
Песни на альбоме были либо оригинальными (авторскими) от Чилтона, так и кавер-версиями малоизвестных песен таких исполнителей как KC and the Sunshine Band, The Bell Notes, Эрнеста Табба и the Carter Family. Критик Роберт Кригстгау описал их как «мешок с разбитыми каверами и выброшенными оригиналами.» Все было записано с фальстартами и вокальными и музыкальными ошибками, созданными либо по ошибке, либо намеренно. Продюсер Джим Дикинсон позднее так описал запись «No More the Moon Shines on Lorena»: «Иногда кто-то был в аппаратной (control room), и большую часть времени там никого не было. Начало 'Lorena', где произносится текст, он был наложен, потому что, кто бы ни завел машину записи, не сделал этого достаточно быстро.» Музыканты также иногда использовали инструменты, которые не были до конца функционирующими; как Дикинсон объяснил: «Minimoog стоял [в студии] сломанный. Я поиграл на нем и все, что получилось — покрутить ручки.»
Чилтон позже сказал, что начал думать, «'Боже, эти ребята не знают эти песни… это, должно быть, звучит ужасно'. Но когда я прошел в аппаратную (control room) и услышал, что мы делаем, это звучало невероятно. Работа с Дикинсоном открыла для меня новый мир. До этого я просто имел дело с осторожными наслаиваниями гитар, голосов и гармоний и всего такого, а Дикинсон показал как создавать в студии дикий беспорядок и чтобы это звучало по-настоящему безумным и анархичным. Это было ростом для меня.»
Дикинсон подтвердил, что Чилтон хотел, чтобы музыкальный процесс был небрежным. Он прояснил, что сыграл на гитаре на альбоме, не будучи технически подкованным: «Большая часть гитарных партий на Sherbert — это я. Алекс сказал: 'Ты все ещё играешь, будто тебе четырнадцать.' Я ответил: 'Да, я играю плохо.' Этого он и хотел.»
Годы спустя, в книге Роберта Гордона о музыкальной сцене Мемфиса It Came from Memphis Чилтон заявил: «Моя жизнь шла под откос, и Like Flies on Sherbert была подытоживанием этого периода. Мне очень нравится эта запись. Она сумасшедшая, но это — положительное заявление о периоде моей жизни, который не был положительным.»

## Отзывы критиков
| Оценки критиков | Оценки критиков        |
| Источник        | Оценка                 |
| --------------- | ---------------------- |
| Allmusic        | Ссылка                 |
| Роберт Кристгау | (B) Ссылка             |
| Rolling Stone   | (Положительный) Ссылка |
| Tiny Mix Tapes  | (Положительный) Ссылка |

С его сознательно ниже приемлемого уровнем качества звука и исполнения, рецензии на Like Flies on Sherbert различались в том, был ли этот эффект положительным или попросту некачественным. Дэвид Клири из Allmusic заметил, что «качество звука ужасно, баланс инструментов небрежный и случайный, и некоторые песни даже начинаются со звука начала записи» и описал альбом как «универсально небрежный и грубый ... неряшливый и тусклый.»
Другой критик Allmusic, Стивен Томас Эрлевайн, заявил, что альбом был «фаворитом на худший когда-либо сделанный альбом.» Однако, позднее, критик Allmusic Стив Леджетт пересмотрел альбом и дал ему в обзоре три с половиной звезды, сказав: «В ретроспективе, Flies не совсем катастрофа, как вначале могло показаться.»
Кен Такер из Rolling Stone описал альбом как «маленький шедевр грубости и изобретения-в-долю-секунды», добавив: «Чилтон добивается наиболее потрясающего и волнующего эффекта когда, казалось, у него меньше всего контроля.» Критик Роберт Кристгау также отнесся положительно к альбому, дав ему рейтинг «B» и заявив, что «эта длительная реклама самоуничтожения не доказывает, что безумие универсально. Она просто заставляет вас забыть, что всё, скорее всего, не было бы более весёлым, если бы оно было универсально.»
Также запись получила положительные рецензии в журнале Sounds и была избранным релизом в Creem.

## Список композиций

### LP (версия Peabody)

#### Сторона 1
1. «Baron of Love, Pt. II» (Росс Джонсон) — 4:11
2. «Girl After Girl» (Гэри Шелтон[англ.]) — 2:28
3. «My Rival» (Алекс Чилтон) — 3:27
4. «No More the Moon Shines on Lorena» (Эй Пи Картер[англ.]) — 4:35
5. «I've Had It[англ.]» (Рэй Серони, Карл Бонура) — 2:23

#### Сторона 2
1. «Rock Hard» (Чилтон) — 2:42
2. «Waltz Across Texas» (Эрнест Табб) — 4:46
3. «Alligator Man» (Флойд Ченс[англ.], Джимми С. Ньюман[англ.]) — 2:40
4. «Hey! Little Child» (Чилтон) — 3:43
5. «Hook or Crook» (Чилтон) — 2:25
6. «Like Flies on Sherbert» (Чилтон) — 2:08

### LP (версия Aura)

#### Сторона 1
1. «Boogie Shoes[англ.]» (Харри Уэйн Кейси[англ.], Ричард Финч[англ.]) — 2:29
2. «My Rival» — 3:27
3. «Hey! Little Child» — 3:43
4. «Hook or Crook» — 2:25
5. «I've Had It[англ.]» — 2:23

#### Сторона 2
1. «Rock Hard» — 2:42
2. «Girl After Girl» — 2:28
3. «Waltz Across Texas» — 4:46
4. «Alligator Man» — 2:40
5. «Like Flies on Sherbert» — 2:08

### CD-переиздание
1. «Baron of Love» (Росс Джонсон) — 4:11
2. «Girl After Girl»
3. «My Rival»
4. «No More the Moon Shines on Lorena»
5. «I've Had It[англ.]»
6. «Rock Hard»
7. «Waltz Across Texas»
8. «Alligator Man»
9. «Hey! Little Child»
10. «Hook or Crook»
11. «Like Flies on Sherbert»
12. «Boogie Shoes»
13. «Baby Doll» (Чилтон) — 2:51
14. «She’s the One That’s Got It» (Аллен Пейдж) — 1:54
15. «Stranded on a Dateless Night» (Корделл Джексон[англ.]) — 2:33

## Участники записи
- Алекс Чилтон — гитара, вокал, фортепиано
- Майк Ладд — гитара, ударные
- Ли Бейкер — гитара
- Джим Ланкастер — бас-гитара
- Джим Дикинсон — фортепиано, клавишные, гитара
- Росс Джонсон — ударные, вокал
- Ричард Розеброу — ударные
- Леса Олдридж — бэк-вокал
- Сид Сэлвидж[англ.] — бэк-вокал

Технический персонал
- Алекс Чилтон, Ричард Розеброу, Пэт Рейнер, Джон Хэмптон — звукорежиссёр, микширование
- Ларри Никс — мастеринг
- Уильям Эглстон — фотография
- Густаво Фалько[англ.] — титулирование
- Записано в Sam Phillips Studios и Ardent Studios[англ.]